# タルタン
タルタン、Turtan(n)u（アッカド語 turtānu, turtannu, tartānu, tartannu、ヘブライ語: תַּרְתָּן‎; ラテン語: Tharthan）は、古代アッシリアの将軍職。
「Turtanu」という単語は、「最高司令官」または「首相」を意味するアッカド語である。アッシリア帝国軍全体の序列で言えば、王に次ぐ地位で、次席司令官ということになる。タルタンは王の代理人として軍を指揮する存在でありしたがって大きな権力と影響力を持つようになった。
アッシリアでは王に次ぐ地位となっていた。

## 歴史
turtānuという言葉は、アッシリアがミタンニの王たちの支配下にあった時代にまでさかのぼる古風なものだった。この言葉自体は、「2番目に重要」を意味するフルリ語に由来する。新アッシリア時代の最初の数世紀、タルタンは国で最も影響力のある人間の1人だった。政軍両面の高い権力を持ち、時には王自身の権力すら及ばぬほどで、それはシャムシ・イルやダヤン・アッシュル（後述）のような著名なタルタンの場合に顕著である。その影響力を制限するために、サルゴン王朝時代のアッシリア王は、この職を二人に分割した。一方は「右側のタルタン」（アッカド語 Turtānuimitti　tartanu imni）と呼ばれ、もう一方は「左側のタルタン」（アッカド語 Turtānušumēli　tartanu shumeli）と呼ばれた。二人が同等の権限を持つため、力の乱用は抑えられた。さらに、彼らは王の軍事補佐官というべき高官であるラブサリスへの報告義務があった。
紀元前9世紀の終わり頃から、タルタンがアッシリア帝国の西側の国境地域の一部（いわゆるタルタン州）を管理するようになった。紀元前708年にサルゴン2世は、「左側のタルタン」が管理する州（いわゆる左タルタン州）を属国のクムフ王国（後のコンマゲネ）が存在していた土地に創設した。
アッシリアの年誌であるリンムによる記録では、タルタン(turtānu)は通例、王のすぐ後に現れ、王宮布告官（ナギル・エカリ 、nāgir ekalli）、王宮酌人長（ラブ・シャケ、rab šāqē）、王宮家令（アバラク、abarakku）より上席である。
また、この言葉は外国の軍の指揮官に対しても使われた。例えばサルゴン王の言葉である「エジプトのタルタン」Tartan Musuraiがある。
なお、アッシリアと深く関わっているバビロニアではこの言葉は見られない。

## タルタンの例
ダヤン・アッシュル（Dajan-Aššur）はシャルマネセル3世（紀元前859年-紀元前824年）治下のタルタン。王に代わってアッシリア軍を率いて複数回の遠征を行った。この戦役でアッシリアの影響力はザグロス地域（パルスア等）にも及んだ。そしてそこで将来の敵であるメディア人とマンナエ人に遭遇した。
タルタンの別の例はシャムシ・イル（Šamši-ilu）である。最初はアダド・ニラリ3世（紀元前811年-紀元前783年）、後にシャルマネセル4世（紀元前783年-紀元前773年）などの下でアッシリア軍を指揮した。アッシリアに併合されたばかりだったビト・アディニの出だったようである。将軍としてアルギシュティ1世治下のウラルトゥに対する戦役を指揮した。
紀元前720年のタルタンはおそらくAshur-iska-daninであり、紀元前694年はAbdai、紀元前686年はBel-emuraniがそれぞれその地位にあった。

## タルタンの影響
タルタンの存在は、アッシリアの中央政府の衰退に繋がった。たとえば、4代にわたる王の治世中にタルタンであり、当時（紀元前8世紀）にアッシリアで最も強力な人物の1人であったシャムシ・イルは軍閥化し、王の掣肘なしに自分のために軍を動かせるまでになった。シャムシ・イルはカル＝シュルマヌ＝アシャレドゥ(旧ティル・バルシプ)を拠点とし、ユーフラテス川の西に自身の王国を築くための戦役を始めた。その結果、シャムシ・イルの勢力は拡大し、アッシリアの分裂が進んだ。

## 聖書において
旧約聖書においては2度登場している。
```
アッスリヤの王
はまたタルタン、
ラブサリス
および
ラブシャケ
を、
ラキシ
から大軍を率いて
エルサレム
にいる
ヒゼキヤ
王のもとにつかわした　（
王下:18:17
）
```

```
アッスリヤの王
サルゴン
からつかわされた最高司令官が
アシドド
に来て、これを攻め、これを取った年　（
イザ:20:1
）
```